# Elaphoglossum grayumii
Elaphoglossum grayumii är en träjonväxtart som beskrevs av John T. Mickel. Elaphoglossum grayumii ingår i släktet Elaphoglossum och familjen Dryopteridaceae. Inga underarter finns listade.